# Gosibius arizonensis
Gosibius arizonensis är en mångfotingart som beskrevs av Chamberlin 1917. Gosibius arizonensis ingår i släktet Gosibius och familjen stenkrypare. Inga underarter finns listade i Catalogue of Life.